# Pavie
 Pavie es una comuna francesa situada en el departamento de Gers, en la región de Occitania.

## Demografía
| 771 | 1005 | 1539 | 1699 | 2196 | 2222 | 2490 |
| Para los censos de 1962 a 1999 la población legal corresponde a la población sin duplicidades (Fuente: INSEE [Consultar]) |      |      |      |      |      |      |

## Hermanamientos
- Villanueva de Gállego, España